# Dziewięć (film)
Dziewięć (ang. Nine) – amerykański musical w reżyserii Roba Marshalla i według scenariusza Anthony’ego Minghelli i Michael Tolkina. Adaptacja książki i sztuki teatralnej nagrodzonej nagrodą Tony autorstwa Arthura Kopita. Sztuka była inspirowana przez film psychologiczny Federico Felliniego 8½ z 1963 roku.

## Fabuła
Guido Contini (Daniel Day-Lewis), mimo iż wychowywał się wśród surowych duchownych, już od dziecka miał wyjątkową słabość do kobiecych wdzięków. Jeszcze jako mały chłopiec wykradał się z kolegami do miejscowej tancerki erotycznej, która za pieniądze godziła się przed nimi występować (w tej roli Fergie). Cecha ta nasiliła się jeszcze w życiu dorosłym, kiedy został słynnym na cały świat reżyserem filmowym. Mimo związku małżeńskiego z piękną i skromną Luisą (Marion Cotillard), Contini wciąż nie pozostaje obojętny na otaczające go zewsząd wielbicielki.
Historia rozpoczyna się w momencie, gdy Guido przygotowuje się do napisania scenariusza do swojej dziewiątej z rzędu wielkiej produkcji. Film „Italia” ma być prawdziwym hitem, więc fani, dziennikarze i współpracownicy nie dają reżyserowi ani chwili spokoju. Ten uświadamia sobie w końcu, że ma tego dość i postanawia zaszyć się w zacisznym hotelu na prowincji, by spokoju odpocząć, skorzystać z usług lekarza, duchownych, a także... zabawić się ze swoją piękną kochanką, Carlą Albanese (Penélope Cruz).
Po pewnym czasie okazuje się jednak, że i tym razem nachalnym producentom i dziennikarzom udało się odnaleźć słynnego reżysera i wszyscy jego najbliżsi współpracownicy zjeżdżają się do hotelu. Przybywa też Luisa Contini, która orientuje się w relacjach męża z Carlą i wybiega zapłakana do pokoju. Guido czuje się winny wobec żony. Postanawia więc odesłać Carlę, odmawia sobie również spędzenia upojnej nocy z kokietującą go piękną dziennikarką (Kate Hudson). Kiedy jednak Contini skruszony pochyla się nad łóżkiem małżonki i prosi o wybaczenie, odbiera niespodziewanie telefon z informacją o próbie samobójczej Carli. Oczywiście natychmiast udaje się do kochanki i po raz kolejny obiecuje jej, że już nigdy jej nie opuści. Załamana Luisa wraca do Rzymu.
Tymczasem produkcja „Italii” ma ruszyć pełną parą i wszyscy, wraz z odtwórczynią głównej roli, słynną aktorką Claudią (Nicole Kidman) oczekują od Guida, że przedstawi wreszcie scenariusz. Reżyser jednak nawet jeszcze nie zaczął pisania. Przeciwnie – koncentruje swą uwagę na pięknej, od dawna niewidzianej Claudii. Kobieta przyznaje, że jest w nim zakochana, jednak mówi otwarcie, że z ich związku nic nie wyjdzie, a Guido powinien wrócić do swojej żony. Contini dzwoni więc do Luisy z kolejną prośbą o wybaczenie. Proponuje, żeby żona odwiedziła go na planie jak za dawnych czasów. Luisa przyjmuje propozycję, jednak kiedy dojeżdża na miejsce, trafia akurat na moment, gdy producenci oglądają urywki z castingów do filmu, na których Guido wyraźnie zaleca się do jednej z kandydatek. Zapłakana Luisa oświadcza mężowi, że ich małżeństwo jest definitywnie skończone. Kiedy reżyser zostaje sam w pustej sali, uświadamia sobie wszystkie błędy życiowe i że właśnie traci kogoś, na kim mu naprawdę zależy. Próbuje znaleźć radę w ukazującym mu się duchu matki (Sophia Loren), która jednak mówi, że nie pomoże mu w wyborze właściwej drogi, gdyż może tego dokonać jedynie on sam.
Contini wyznaje współpracownikom, że nie napisał żadnego scenariusza i „Italia” nie powstanie. Następnie zrywa wszelkie kontakty towarzyskie i zaszywa się w domu. Po dwóch latach spotyka się ze swoją przyjaciółką z planu, Liliane (Judi Dench). Podczas długiej rozmowy starsza kobieta uświadamia mu, że nawet jeśli popełnił w życiu wiele błędów, to nie wszystko jeszcze stracone i zawsze może spróbować wrócić do Luisy i znów zacząć robić filmy.
Film kończy się szczęśliwie – Guido zabiera się do tworzenia nowego filmu, a na plan przychodzi wzruszona Luisa.

## Obsada
- Daniel Day-Lewis jako Guido Contini
- Marion Cotillard jako Luisa Contini
- Nicole Kidman jako Claudia Jenssen
- Penélope Cruz jako Carla Albanese
- Judi Dench jako Liliane La Fleur
- Stacy Ferguson jako Saraghina
- Kate Hudson jako Stephanie Necrophuros
- Sophia Loren jako Mamma Contini

oraz
- Martina Stella jako Donatella
- Ricky Tognazzi jako Producent
- Giuseppe Cederna jako Bankier
- Elio Germano jako Pierpaolo

i inni

## Nagrody i nominacje
Oscary 2010
- nominacja: najlepsza aktorka drugoplanowa − Penélope Cruz[2]
- nominacja: najlepsze kostiumy − Colleen Atwood[2]
- nominacja: najlepsza scenografia − John Myhre i Gordon Sim[2]
- nominacja: najlepsza piosenka Take It All − Maury Yeston[2]

Złote Globy 2009
- nominacja: najlepszy film komediowy lub musical
- nominacja: najlepszy aktor w filmie komediowym lub musicalu − Daniel Day-Lewis
- nominacja: najlepsza aktorka w filmie komediowym lub musicalu − Marion Cotillard
- nominacja: najlepsza aktorka drugoplanowa − Penélope Cruz
- nominacja: najlepsza piosenka Cinema Italiano − Maury Yeston

Satelita 2009
- Special Achievement Award: najlepsza obsada filmowa: Kate Hudson, Daniel Day-Lewis, Stacy Ferguson, Penélope Cruz, Marion Cotillard, Nicole Kidman, Judi Dench i Sophia Loren
- najlepszy film komediowy lub musical
- najlepsze zdjęcia − Dion Beebe
- nominacja: najlepszy aktor w filmie komediowym lub musicalu − Daniel Day-Lewis
- nominacja: najlepsza aktorka w filmie komediowym lub musicalu − Marion Cotillard
- nominacja: najlepsza aktorka drugoplanowa − Penélope Cruz
- nominacja: najlepszy reżyser − Rob Marshall
- nominacja: najlepsze kostiumy − Colleen Atwood
- nominacja: najlepszy montaż − Claire Simpson i Wyatt Smith
- nominacja: najlepsza piosenka Cinema Italiano − Maury Yeston
- nominacja: najlepszy dźwięk − Jim Greenhorn i Margit Pfeiffer

Nagroda Gildii Aktorów Filmowych 2009
- nominacja: najlepsza obsada filmowa
- nominacja: najlepsza aktorka drugoplanowa − Penélope Cruz